# Dear White People (serie televisiva)
Dear White People è una serie televisiva statunitense basata sull'omonimo film del 2014. Sia la serie televisiva che il film sono diretti e scritti da Justin Simien.
La prima stagione della serie è stata pubblicata da Netflix il 28 aprile 2017 in tutti i paesi in cui il servizio è disponibile. Il 30 giugno 2017, Netflix ha rinnovato la serie per una seconda stagione, trasmessa in anteprima il 4 maggio 2018. Il 21 giugno 2018 la serie è stata rinnovata per una terza stagione, pubblicata il 2 agosto 2019. Il 2 ottobre 2019 la serie è stata rinnovata per una quarta e ultima stagione.

## Trama
Un gruppo di ragazzi afroamericani frequenta una prestigiosa università statunitense formata prevalentemente da bianchi, mettendo in evidenza le conseguenti problematiche e tensioni a sfondo razziale. In particolar modo la serie si concentra sulla vita di Samantha, ragazza afroamericana attivista e conduttrice del programma radio universitario chiamato appunto Dear White People. Tuttavia ogni episodio, ad eccezione del finale di stagione, mostra il punto di vista di un personaggio diverso, dando così una visione più ampia ed eterogenea sul tema.

## Episodi
| Stagione         | Episodi | Pubblicazione USA | Pubblicazione Italia |
| ---------------- | ------- | ----------------- | -------------------- |
| Prima stagione   | 10      | 2017              | 2017                 |
| Seconda stagione | 10      | 2018              | 2018                 |
| Terza stagione   | 10      | 2019              | 2019                 |
| Quarta stagione  | 10      | 2021              | 2021                 |

## Personaggi e interpreti

### Principali
- Samantha White, interpretata da Logan Browning e doppiata da Chiara Francese.
Una studentessa figli di una coppia mista  che cerca di sensibilizzare gli studenti della Winchester riguardo ai problemi sociali presenti nell'istituto. Gestisce il programma radiofonico Dear White People.
- Troy Fairbanks, interpretato da Brandon P. Bell e doppiato da Walter Rivetti.
Ragazzo di colore, figlio del rettore.
- Coco Conners, interpretata da Antoinette Robertson e doppiata da Alice Bertocchi.
Una ragazza di colore molto ambiziosa, antagonista di Samantha.
- Lionel Higgins, interpretato da DeRon Horton e doppiato da Paolo Carenzo.
Un reporter omosessuale di colore molto intelligente, con alcuni problemi nelle sue relazioni amorose.
- Gabe Mitchell, interpretato da John Patrick Amedori e doppiato da Luca Ghignone.
Il ragazzo di Samantha. Frequenta il corso di cinematografia.
- Joelle Brooks, interpretata da Ashley Blaine Featherson e doppiata da Roberta Maraini.
Migliore amica di Samantha, frequenta il corso di anatomia e lavora come speaker nel programma radiofonico Dear White People.
- Reggie Green, interpretato da Marque Richardson e doppiato da Maurizio De Girolamo.
Un ragazzo di colore che subisce un trauma da parte di un poliziotto ad una festa della Winchester. Questo fatto segnerà irreparabilmente Reggie.
- Narratore, interpretato da Giancarlo Esposito e doppiato da Gianni Gaude.
Un ex-professore della Winchester che presta la sua voce per la narrazione degli episodi.

### Ricorrenti
- Kurt Fletcher, interpretato da Wyatt Nash e doppiato da Andrea Beltramo.
- Thane Lockwood, interpretato da Brant Daugherty.
- Neika Hobbs, interpretata da Nia Long e doppiata da Vanessa Giuliani.
- Kelsey Phillips, interpretata da Nia Jervier e doppiata da Martina Tamburello.
- Rashid Bakr, interpretato da Jeremy Tardy e doppiato da Paolo Calabrese.
- Al, interpretato da Jemar Michael e doppiato da Alessandro Germano.

### Guest star
- Tessa Thompson interpreta Rikki Carter.
- Tyler James Williams interpreta Carson Rhodes.
- Wendy Raquel Robinson interpreta Tina White.